# Стерео (фильм)
«Стерео» (англ. Stereo) — дебютный чёрно-белый полнометражный фильм, снятый режиссёром Дэвидом Кроненбергом в 1969 году во время его обучения в Торонтском университете. Несмотря на затянутость и однообразность, а также несвязанность и сумбурность происходящего, в фильме присутствует множество интересных визуальных находок и планов. Кроненберг выступал здесь оператором, монтажером, сценаристом, продюсером и режиссёром одновременно.

## Сюжет
Изначально фильм был немым (в прямом смысле этого слова), так как камера, которой снимал Кроненберг, издавала слишком много шума, но впоследствии Кроненберг наложил на изображение звуковую сюжетную составляющую, позволявшую интерпретировать пускай и абсурдные, но выкрутасы и шутки студентов в странных интерьерах студенческого городка Торонтского университета как фантастическую историю о научно-исследовательском институте, где в недалеком будущем над группой людей проводятся странные эксперименты в области сексуальности и телепатии. Зачитываемый несколькими людьми текст представляет собой отрывки из научных отчетов и результатов тестов, в которых всплывает имя загадочного ученого доктора Лютера Стрингфеллоу, которого зрителю так и не показывают. Исход истории печален — многие из подопытных сходят с ума или становятся эмоционально неуравновешенными и агрессивными.

## Производство
Фильм был черно-белым и немым, потому что узкоплёночная кинокамера Bolex, которую использовал Кроненберг, производила слишком много шума.  Фильм снимался в Andrews Building  Торонтского университета.

## Факты
Кадры из фильма используются в другой работе Девида Кроненберга, фильме Сканнеры